# Gmina Samborzec
Die Gmina Samborzec ist eine Landgemeinde im Powiat Sandomierski der Woiwodschaft Heiligkreuz in Polen. Ihr Sitz ist das gleichnamige Dorf mit etwa 500 Einwohnern.

## Geschichte
Samborzec wurde erstmals erwähnt bei Jan Długosz. Die Kirche der hl. Dreifaltigkeit (sw. Trojcy) wurde im 13. Jahrhundert als Feldsteinbau errichtet. Im Jahr 1691 wurde sie umgebaut.

## Gliederung
Zur Landgemeinde (gmina wiejska) Samborzec gehören folgende Dörfer mit einem Schulzenamt:
Andruszkowice
Bogoria Skotnicka
Bystrojowice
Chobrzany
Faliszowice
Gorzyczany
Jachimowice
Janowice
Kobierniki
Koćmierzów
Krzeczkowice
Łojowice
Milczany
Ostrołęka
Polanów
Ryłowice
Samborzec
Skotniki
Strączków
Strochcice
Szewce
Śmiechowice
Wielogóra
Zajeziorze
Zawierzbie
Zawisełcze
Złota
Żuków
Weitere Orte der Gemeinde sind Kobierniki Miejskie und Kolonie.